# ایندیگو (آلبوم کریس براون)
ایندیگو یا نیلی (به انگلیسی: Indigo) نهمین آلبوم استودیویی از خوانندهٔ آمریکایی کریس براون می‌باشد که در ۲۸ ژوئن سال ۲۰۱۹ از سوی آرسی‌ای رکوردز منتشر گردید.